# Julodis manipularis
Julodis manipularis es una especie de escarabajo del género Julodis, familia Buprestidae. Fue descrita científicamente por Fabricius en 1798.